# Hymenocallis acutifolia
Hymenocallis acutifolia là một loài thực vật có hoa trong họ Amaryllidaceae. Loài này được (Herb. ex Sims) Sweet mô tả khoa học đầu tiên năm 1830.